# 塞爾維亞社會黨
塞爾維亞社會黨（縮寫为SPS）是塞爾維亞的一个社会民主主义政黨。该党成立于1990年7月17日，由塞爾維亞共產主義者聯盟和南斯拉夫劳动人民社会主义联盟合并而成。创始人为斯洛博丹·米洛舍维奇。1990年—2000年，该党是塞尔维亚的主要执政党。